# N-432
La N-432 es una carretera nacional española que une Badajoz y Granada, pasando por Córdoba. Pasa por las provincias de Badajoz, Córdoba, Jaén y Granada.
Sirve de vía de salida del tráfico procedente de la A-339 (antigua A-340) procedente de Priego de Córdoba, Cabra, Lucena, Alcalá la Real y Baena que se dirige a Granada, por lo que su volumen de tráfico aumenta a partir de este punto hasta Granada. También es la única vía para que los ciudadanos de Granada y Almería alcancen la ciudad de Córdoba y viceversa.
Se preveía la transformación en autovía denominada A-81 que seguiría  el trazado de la N-432, y que aliviará el volumen de tráfico que soporta dicha carretera, especialmente entre Alcalá la Real y la ciudad de Granada. La construcción de dicha autovía llevaba siendo reivindicada desde hace años. Estaba previsto que las obras de la autovía A-81 comenzasen sobre el 2013 (o antes) y finalizaran en su totalidad sobre el 2020, aunque se haría por tramos. En la actualidad dicho proceso no ha comenzado.
También la futura autovía GR-43 conectará con la N-432 a la entrada en Pinos Puente y aliviará el tráfico de la actual N-432 desde Pinos Puente a la autovía A-92G, que posee gran cantidad de polígonos industriales a ambos lados de la N-432.
Está también en estudio una vía férrea entre Jaén y Granada que seguirá el trazado de la N-432 entre Alcaudete y la capital de la Alhambra.
La carretera N-432 cruza (y enlaza) con tres vías de gran capacidad: la autovía A-66 en Zafra, la A-4 a su paso por Córdoba, y la A-92 a la altura de Atarfe (Granada), además sus extremos unen con la A-5 y la A-44 de Bailén a Motril.

## Localidades de paso

### Provincia de Badajoz
- Badajoz
- La Albuera (como variante desde 2009)
- Santa Marta (como variante desde 2009)
- Zafra (como travesía)
- Villagarcía de la Torre (como variante)
- Llerena (como variante)
- Ahillones (como variante)
- Berlanga (como variante)
- Azuaga (como variante)
- Granja de Torrehermosa (como variante)

### Provincia de Córdoba

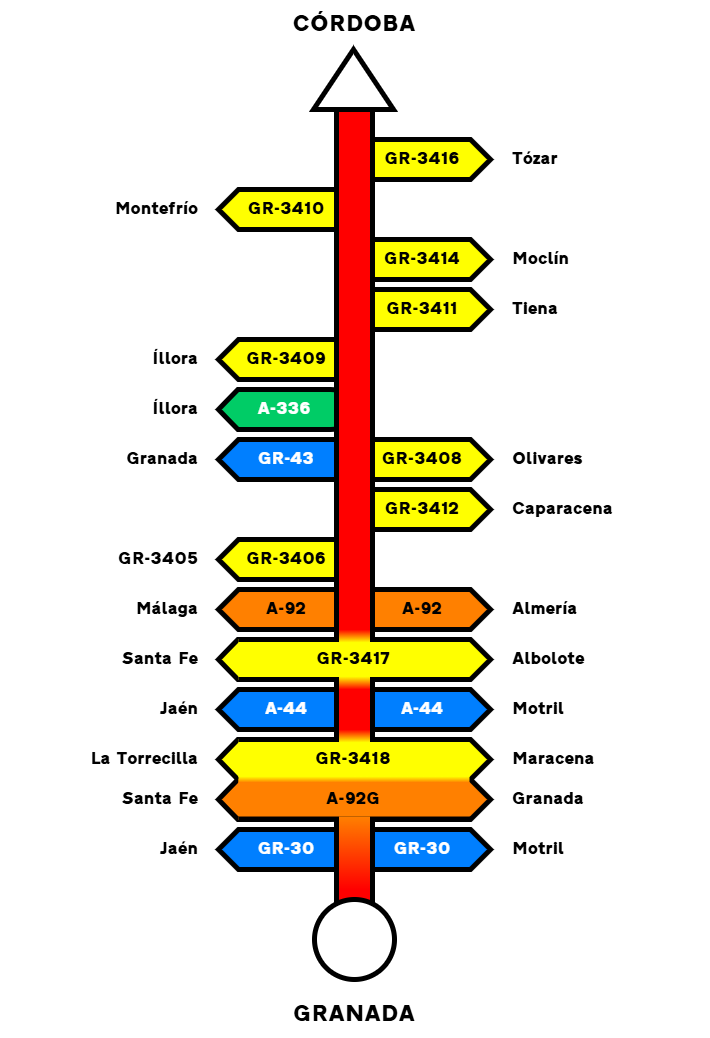
Itinerario de la N-432 en la provincia de Granada

- Fuente Obejuna (como variante desde 1995)
- Peñarroya-Pueblonuevo (como variante)
- Belmez (como variante)
- Espiel (como variante)   N-502
- El Vacar (como variante desde 2006)
- Estación de Obejo (como variante desde 2002)
- Cerro Muriano (como variante desde 2002)
- Urbanización Torreblanca (como variante desde 2004)
- Córdoba  A-4
- Santa Cruz
- Espejo
- Castro del Río
- Baena (como variante desde 2007)
- Luque

### Provincia de Jaén
- Alcaudete (como variante desde 2005)
- Alcalá la Real (como variante)

### Provincia de Granada
- Puerto Lope (como travesía)
- Pinos Puente (como travesía, evitable cogiendo la autovía  GR-43  desde 2021)
- Atarfe (como travesía, evitable cogiendo la autovía  GR-43  desde 2021)
- Granada

## N-432a
Los tramos de la antigua carretera N-432 que quedan antes de que fuese reformada se conservan en algunos tramos, y reciben el nombre de N-432a. Por ejemplo en la provincia de Jaén en Alcalá la Real y en Castillo de Locubín y en la provincia de Córdoba en Baena, en Cerro Muriano y en Espiel.